# Золушка (телемюзикл, 1957)
«Зо́лушка» (англ. Cinderella) — американский телемюзикл 1957 года на либретто и стихи Оскара Хаммерстайна и музыку Ричарда Роджерса. Основан на одноимённой сказке версии Шарля Перро. Мировая премьера состоялась в прямом эфире на телеканале «CBS» 31 марта 1957 года. Мюзикл собрал у телевизоров более ста миллионов зрителей.

## Сюжет

### Акт I
На площади глашатай объявляет жителям деревни о том, что Принц по случаю своего 21-летия даёт бал, на котором должны присутствовать все девушки Королевства («The Prince Is Giving a Ball»). Дамы приходят в восторг от возможной встречи с сыном Короля и Королевы. Тем временем девушка по имени Золушка в укромном углу дома своей Мачехи, которая со своими дочерьми относится к ней как к прислуге, мечтает о иной жизни. Например, быть принцессой и жить во дворце («In My Own Little Corner»). А там как раз идёт подготовка к балу («Your Majesties»). Король и Королева надеются о том, что на празднике их сын найдёт себе невесту, но Принц с опасением ждёт встречи с девушками («Boys and Girls like You and Me»).
Сводные сёстры Золушки — Джой и Порита — собираются на бал. Они осмеивают мечтания девушки. Вскоре все покидают дом и Золушка остаётся одна («In My Own Little Corner (Reprise)»). К ней приходит Крёстная. Она одевает Золушку в прекрасное платье и отправляет её на бал в красивой карете («Impossible; It’s Possible»).

### Акт II
Золушка прибывает во дворец за полчаса до полуночи. Крёстная предупредила её, что ровно в двенадцать чары рассеются: карета превратится в тыкву, кучер и лакеи снова станут мышами, а платье лохмотьями. Появление Золушки у входа привлекает внимание Принца. Он приглашает девушку на танец («Ten Minutes Ago»). Молодые понимают, что влюбились в друг друга с первого взгляда. Наблюдая за парой, Джой и Порита сетуют, что Принц не может обратить на них своё внимание («Stepsisters' Lament»).
Принц признаётся Золушке в своих чувствах («Do I Love You Because You’re Beautiful?»). Они целуются. И в этот момент часы бьют полночь. Золушка покидает бал, в спешке оставляя хрустальную туфельку на парадной лестнице дворца.

### Акт III
На следующее утро Мачеха и её дочери делятся друг с другом впечатлениями о прошедшем бале. По поведению Золушки они понимают, что она тоже была на празднике («When You’re Driving Through the Moonlight», «A Lovely Night»). Тем временем Принц разыскивает незнакомку, которая танцевала с ним и сбежала из дворца. Глашатай пытается определить эту девушку, примеряя её туфельку всем женщинам Королевства («The Search»). Представитель дворца посещает и дом Мачехи. Естественно, туфелька не подходит по размеру ни к одной из её дочерей. На вопрос «Если в доме ещё девушки» Мачеха отвечает отрицательно. Неожиданно появляется Крёстная, которая напоминает о существовании Золушки, но её в доме действительно нет. Глашатай сообщает Принцу, что девушку найти не удалось («Do I Love You Because You’re Beautiful? (Reprise)»).
Некоторое время спустя Глашатай замечает странную девушку в саду дворца. Ею оказывается Золушка. Вдруг вновь появляется Крёстная, которая просит его дать девушке померить туфельку. Она оказалась впору. Глашатай зовёт Принца. Тот узнаёт в девушке незнакомку с бала. Золушка и Принц играют свадьбу («Wedding», «Do I Love You Because You’re Beautiful? (Reprise)» ).

## Музыкальные номера
Оригинальная партитура «Золушки» содержит следующие песни:
| Акт I - «Overture» — Оркестр - «The Prince Is Giving a Ball» — Глашатай и хор - «Cinderella March» — Оркестр - «In My Own Little Corner» — Золушка - «The Prince Is Giving a Ball (Reprise)» — Хор - «Your Majesties» — Король, Королева, Шеф-повар и Стюард - «Boys and Girls like You and Me»* — Король и Королева - «In My Own Little Corner (Reprise)» — Золушка - «Impossible; It’s Possible» — Золушка и Крёстная | Акт II - «Gavotte» — Оркестр - «Ten Minutes Ago» — Принц и Золушка - «Stepsisters' Lament» — Джой и Порита - «Waltz for a Ball» — Хор - «Do I Love You Because You’re Beautiful?» — Принц и Золушка - «Never in a Thousand Years»** | Акт III - «When You’re Driving Through the Moonlight» — Золушка, Мачеха и сёстры - «A Lovely Night» — Золушка, Мачеха и сёстры - «The Search» — Оркестр - «Do I Love You Because You’re Beautiful? (Reprise)» — Принц - «Wedding» — Оркестр - «Do I Love You Because You’re Beautiful? (Reprise)» — Оркестр |

(*) — иногда исключается; нет ни в одной из версий телемюзикла. 
(**) — исключена.
В некоторых версиях дополнительно включён номер «Loneliness of Evening», некогда вырезанный из мюзикла «Юг Тихого океана». В частности песня присутствует в ремейке 1965 года, где её исполняет Принц. Также иногда добавляют песню «Boys and Girls like You and Me», вырезанную из мюзикла «Оклахома!». Она исполняется Королём и Королевой.

## В ролях
| Актёр          | Роль                                           |
| -------------- | ---------------------------------------------- |
| Джули Эндрюс   | Золушка                                        |
| Джон Сайфер    | Принц Кристофер                                |
| Ховард Линдсэй | Король                                         |
| Дороти Стикни  | Королева                                       |
| Эди Адамс      | Крёстная                                       |
| Илка Чейз      | Мачеха                                         |
| Элис Гостли    | Джой                                           |
| Кэй Баллард    | Порита                                         |
| Джордж Холл    | королевский распорядитель (в титрах не указан) |

## Награды и номинации
| Награды и номинации | Награды и номинации | Награды и номинации                      | Награды и номинации | Награды и номинации | Награды и номинации |
| Год                 | Награда             | Категория                                | Номинант            | Результат           | Приме- чание        |
| ------------------- | ------------------- | ---------------------------------------- | ------------------- | ------------------- | ------------------- |
| 1957                | «Эмми»              | Лучшая актриса в мини-сериале или фильме | Джули Эндрюс        | Номинация           | [ 5 ]               |
| 1957                | «Эмми»              | Лучший музыкальный вклад в телевидение   | Ричард Роджерс      | Номинация           | [ 6 ]               |

## Ремейки и адаптации
- ремейк телемюзикла 1965 года
- ремейк телемюзикла 1997 года
- бродвейская постановка 2013 года